# 14de Congres van de Joegoslavische Communistenbond

Embleem van de SKJ

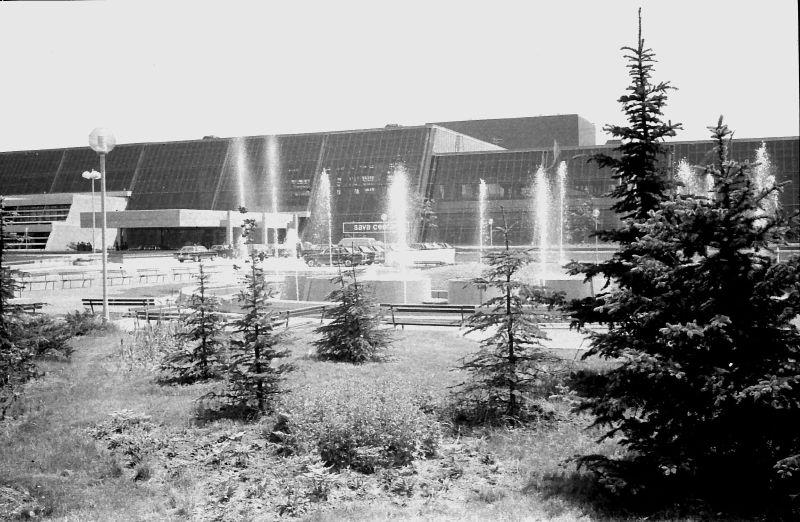
Het Sava Centar, Belgrado, het congrescentrum waar het 14de partijcongres plaatsvond.

Het 14de Congres van de Joegoslavische Communistenbond (Servo-Kroatisch: 14. kongres Saveza komunista Jugoslavije) werd gehouden van 20 tot en met 22 januari 1990 in het Sava Centar in Belgrado. Het was het laatste partijcongres van de Joegoslavische Communistenbond (SKJ) en werd bijgewoond door delegaties van de communistenbonden in deelrepublieken en autonome provincies, alsmede vertegenwoordigers van het Joegoslavische Volksleger. Het congres werd voorgezeten door de voorzitter van het centraal comité van de SKJ, Milan Pantsjevski (1935-2019).
Het congres liep uit op een confrontatie tussen Sloveense gedelegeerden en de gedelegeerden van de overige deelrepublieken. Het voornaamste twistpunt was de invoering van een meerpartijenstelsel en de afschaffing van het monopolie van de SKJ. Daarnaast streefden de Sloveense delegatie naar meer autonomie voor de Sloveense Communistenbond en de omvorming van Joegoslavië tot een confederatie. Tegen de voorstellen van de Sloveense gedelegeerden kwam veel verzet vanuit de Servische delegatie, die zich vooral zorgen maakten over de invoering van een meerpartijenstelsel en lossere banden tussen communistenboden in de verschillende deelrepublieken. Zij vreesden dat een meerpartijenstelsel zou worden gebruikt door nationalisten met als doel de opsplitsing van Joegoslavië. Een meerderheid van het congres koos echter voor afschaffing van het eenpartijstelsel en de leidende rol van de communistische partij. De voorstellen voor meer autonomie en herstructurering van de SKJ haalde echter geen meerderheid. Als gevolg hiervan verliet de Sloveense delegatie het congres (22 januari). Het voorstel van de Servische partijleider Slobodan Milošević om het congres voort te zetten zonder de Slovenen stuitte op verzet van de Kroatische delegatie omdat dit in strijd zou zijn met de partijconstitutie. De Kroatische delegatie verliet vervolgens in het kielzog van de Slovenen het congres, waarna ook de Macedonische en Bosnische delegaties vertrokken. Pantsjevski besloot daarop het congres te verdagen. In feite kwam er hiermee een einde aan de federale communistenbond, omdat het congres nooit meer werd hervat. 

## Bron
- L.J.M. Smit: Winkler Prins Encyclopedisch Jaarboek 1991. Een encyclopedisch verslag van het jaar 1991, Elsevier A'dam/ Antwerpen 1991, pp. 262-263

## Verwijzingen
Communistenbond van Bosnië en Herzegovina · Kroatische Communistenbond · Macedonische Communistenbond · Montenegrijnse Communistenbond · Servische Communistenbond (Communistenbond van Vojvodina · Kosovaarse Communistenbond) · Bond van Communisten van Slovenië ·
Organisatie van de Communistenbond binnen het Joegoslavische Volksleger